# Journal of Topology and Analysis
Journal of Topology and Analysis is een internationaal, aan collegiale toetsing onderworpen wetenschappelijk tijdschrift op het gebied van de wiskunde.
De naam wordt in literatuurverwijzingen meestal afgekort tot J. Topology Anal. of JTA.
Het wordt uitgegeven door World Scientific en verschijnt 4 keer per jaar.